# Hirmoneura ochracea
Hirmoneura ochracea är en tvåvingeart som beskrevs av Robert W. Lichtwardt 1909. Hirmoneura ochracea ingår i släktet Hirmoneura och familjen Nemestrinidae.
Artens utbredningsområde är Myanmar. Inga underarter finns listade i Catalogue of Life.